# Guatteria ferruginea
Guatteria ferruginea là một loài thực vật thuộc họ Annonaceae. Đây là loài đặc hữu của Suriname.